# Юліно (парк)
Юліно — парк-пам'ятка садово-паркового мистецтва місцевого значення. Об'єкт розташований на території Овруцького району Житомирської області, біля село Потаповичі.
Площа — 25 га, статус отриманий у 1967 році.